# 테라파워
테라파워(TerraPower)는 2006년 빌 게이츠가 설립했다. 인텔렉추얼 벤처스의 원자력 발전 자회사로, 본부는 미국 워싱턴주 벨뷰에 있다. 이동파 원자로라 불리는 고속 중성자로를 연구하고 있다. 2008년, 빌 게이츠가 마이크로소프트를 은퇴한 후 투자한 기업이다. 안전한 원자력 이용과 핵확산 저항성, 에너지 공급 안정성 및 경제적인 전력 공급 향상 달성이 가능한 혁신적인 신개념 원자로 개발을 목표로 설립되었다.

## 역사
빌 게이츠 빌 앤드 멀린다 게이츠 재단 이사장이 2010년 3500만 달러(약 390억 원)를 투자해 설립한 테라파워는 우라늄 대신 토륨을 원료로 하는 600MW 원자로 개발을 연구해온 것으로 알려졌다. 한때 핵연료 자리를 놓고 우라늄과 경쟁했던 토륨은 자체적으로 핵분열을 일으키지 않는다는 점에서 경제성이 떨어진다는 평가를 받았지만, 매장량이 천연 우라늄의 4배에 달하는 데다 핵폐기물 발생량도 적고 훨씬 안전한 것으로 알려져 있다.

## 대한민국
한국원자력연구원은 2012년 8월부터 1년여간 게이츠 이사장이 설립한 '테라파워'측과 기술 협력을 해왔다. 토륨 원전을 가동하려면 핵재처리를 해야 하는데, 한국이 개발중인 핵재처리 기술인 파이로프로세싱 기술이 토륨 원전 개발에도 필요하다고 한다. 테라파워의 TWR은 핵재처리로 만든 금속연료를 사용하는 원전이다. 그런데, 현재 전세계에서 금속연료를 사용하는 원자로를 개발중인 유일한 나라가 한국이다. 한국은 칼리머-600을 개발중이다. 테라파워는 그래서 TWR 개발과 관련해서, 한국의 칼리머-600 팀과 공동개발을 원한다. 2014년 9월, 테라파워는 한국과의 협력을 백지화했다.

## 중국
2011년 11월, 미국 마이크로소프트의 창업자 빌 게이츠가 중국 공학계 최고 학술 영예인 원사가 됐다. 중국공정원 원사는 중국 최고의 과학자와 공학자에게 주는 종신 영예직으로, 중국의 공학, 과학, 기술 발전에 기여했거나 중요한 역할을 수행했을 경우 외국인에게도 원사를 수여하고 있다.
게이츠는 미국 에너지 벤처기업 테라파워 창업자이자 회장 자격으로 원사에 선정됐는데, 테라파워는 최근 중국 핵공업그룹과 향후 20년에 걸쳐 1150MW 전력을 생산할 원자료 설계와 개발을 위한 파트너십을 체결했다.

## 이동파 원자로
이동파 원자로(traveling wave reactor, TWR)는 테라파워와 일본 도시바가 공동 개발하는 차세대 원자로다. 천연 우라늄과 우라늄 농축 후 남은 부산물인 열화 우라늄을 핵연료로 사용한다. 연료 교체 없이 최대 100년까지 운전이 가능하다.
테라파워는 TWR을 소출력, 중간출력(600 MWe), 대출력의 세가지 버전을 개발했다. 테라파워는 전기출력 600 MWe인 실증로 TWR-P를 2018년부터 2022년까지 건설할 계획이다. 이어서 상업용 플랜트인 전기출력 1150 MWe 원자로를 2020년대 후반에 개발할 계획이다.
도시바는 30년간 연료 교체가 필요없는 도시바 4S 소형 원자로를 개발한 바 있다. 아직 시판은 하지 않았다.

## 같이 보기
- 토륨기반 원자력(영어판)
- 액체불소 토륨 원자로(영어판) (LFTR)
- 진행파 원자로(TWR)